# Rede Meio
Rede Meio, es una cadena de televisión brasileña con sede en Teresina, Piauí. Fue fundada el 1 de enero de 2011 por el empresario de Timon Paulo Guimarães, cuando la entonces TV Meio Norte se desafilió de la Rede Bandeirantes para convertirse en una emisora independiente dirigida al público del Nordeste del país, especialmente del estado de Piauí, donde tiene su sede la emisora.

## Historia

### TV Timon
En 1985, TV Timon salió al aire en Timon, Maranhão, repitiendo la programación de la Rede Bandeirantes. La emisora dejó de emitir en 1986, pero volvió al aire ese mismo año como afiliada de SBT.

### TV Meio Norte
El 1 de enero de 1995, TV Timon pasó a llamarse TV Meio Norte y trasladó su sede a Teresina, capital de Piauí. La emisora mantuvo su afiliación al SBT, pero en 2000, debido a serios desacuerdos con la red (en la época, en el apogeo de su vicedirección) sobre la programación local, pasó a ser afiliada de la Red Bandeirantes.
En 2004, la emisora amplió la programación local por la mañana y por la tarde, lo que provocó las primeras quejas de los telespectadores y de la Banda. Sin embargo, antes del cambio, en el mismo año puso en el aire una retransmisora en 19 UHF, también afiliada a Rede Bandeirantes, que emitía sólo en la Gran Teresina. ¡Las quejas aumentaron a partir de 2007, cuando el canal empezó a emitir RedeTV!

### Rede Meio Norte
El 1 de enero de 2011, después de casi 11 años de afiliación, y tras largos meses de promesas y aplazamientos en 2010, TV Meio Norte abandonó la Rede Bandeirantes y se convirtió en una emisora independiente, centrando su programación únicamente en el estado de Piauí. La emisora formó entonces la Rede Meio Norte, con vistas a expandir su señal a otros estados del Nordeste e incluso a otras regiones del país.  Ese día, la emisora introdujo novedades: lanzó un nuevo logotipo y el eslogan "A TV da nossa gente" (La TV de nuestra gente). La recién creada red emite la toma de posesión de la presidenta Dilma Rousseff y entrevistas con políticos de Piauí, entre ellos el presidente de Venezuela, Hugo Chávez.

### TV Meio
El 30 de enero de 2024, Erlan Bastos anunció en su cuenta oficial de Twitter que, a partir de marzo de 2024, la Rede Meio Norte se convertiría en TV Meio, al igual que el Grupo Meio Norte pasaría a ser el Grupo Meio. Tras el anuncio de enero, el 31 de marzo Rede Meio Norte pasó a llamarse TV Meio, acompañado de una revisión de su identidad visual y de su programación.